# Neudegg (Wien)
Neudegg war ein Teil der bis 1850 eigenständigen Vorstadtgemeinde St. Ulrich im Nordosten des heute 7. Gemeindebezirks Neubau in Wien.
Der Name leitet sich von der topographischen Bezeichnung „Im Neideck“ ab und benennt ein ursprünglich im Besitz des Bistums Passau stehendes Lehen, das sich auf Höhe der Neudeggergasse als breiter Streifen von der Lerchenfelder Straße über die Neustiftgasse und die Burggasse bis zur Siebensternstraße erstreckte. Ältere Quellen beziehen das Neudegger-Lehen auf das adelige Geschlecht der Neydegger oder auf Hans von Neudegg. Der zugehörige Neudeggerhof befand sich zwischen der Neustiftgasse und der Burggasse in einer Schlinge des Ottakringerbaches. Dieses Lehen wurde vom Passauer Bischof an Bürger und Adelige vergeben; nach der Zweiten Wiener Türkenbelagerung wurde das Schottenstift mit dem Gut belehnt, wobei damals der Hof in einem sehr schlechten Zustand beschrieben wird. In der Bestandsaufnahme des Übernahmevertrages vom 16. September 1684 befand sich „auf dem Neudegger Grund ein aufrechtes Haus, so zwar mit einem Dach eingedeckt, inwendig aber unausgebaut und weder mit Fenstern noch anderen Notwendigkeiten versehen“, das mit einem verödeten Garten umgeben war, in dem sich „ein ganz unsauberer und mehrenteils mit Morast angefüllter Teich und darinnen ein alter Turm“ befand. Im Hof sei „ein Keller zu sehen, so ebenfalls ruiniert und mit Wasser angefüllt“ war. Weiters bestand das Lehen aus 20 Häusern samt Grundstücken sowie Äckern und Weingärten. Zum Lehen zählten auch die Obrigkeitsrechte über das Kroatendörfl am Spittelberg.
Die meisten Flächen des Lehens waren schon im 16. Jahrhundert in zinspflichtige Parzellen unterteilt und wurden immer dichter verbaut. Vom fallweise als Burg Neudegg oder Schloss Neudegg genannten Neudeggerhof existieren nur wenige Aufzeichnungen. Im Jahr 1852 wurde der letzte Rest der Anlage, ein Turm, abgerissen.